# Сантяго (остров)
Вижте пояснителната страница за други значения на Сантяго.
Сантяго (на португалски: Ilha de Santiago) е най-големият остров на Кабо Верде по площ и население. Населението му е 284 609 души (2010).

## География
Той е дълъг 50 km и широк около 24 km. Площта на острова е 991 km².
Най-високата точка на острова е двойният връх Санто Антонио (1392 m).
На острова се отглеждат тропически плодове: банани, папая, манго, фурми, кокосови орехи и др. Заради своето растително богатство остров Сантяго често е наричан житницата на архипелага Кабо Верде. Тук, заобиколен от евкалиптова гора, се намира уникален природен парк с баобаби и драконови дървета на няколкостотин години. Природният парк се намира на пътя от Прая до град Тарафал, на три километра от град Асомада.
През 2015 г. учени, провеждащи разкопки на остров Сантяго, правят предположението, че той е бил ударен от мегацунами преди 73 хил. години, което е причинено от експлозивно изригване на вулкана Фого, който се намира на 50 km от острова. Силата на вълната е била увеличена от срутването на стените на вулкана. Според общите изчисления на учените височината на вълната е била 170 m. Масата на някои камъни, хвърлени по стръмните брегове на Сантяго по време на палеоцунамито, е над 700 тона. Те днес се намират на надморска височина от 200 m.

## История
Първото селище на португалските колонизатори на острова се появява през 1462 г., а основаването на Сантяго се свързва с името на генуезкия мореплавател Антонио де Ноли (Antonio de Noli), който построява в южния край на острова първото укрепено селище Рибейра Гранде, сега наричано Сидаде Веля (порт. Cidade Velha, „стар град“). Сидаде Веля е първият град в света, построен от европейци в тропическите ширини. През 1533 г. тук е построена катедрала и е основана първата католическа енория. Дълго време Сидаде Веля остава ключово морско пристанище на кръстопътя между Африка, Америка, Европа и Индия, където корабите попълват своите запаси от храна и прясна вода, а също служи като транзитен пункт за роби, изнасяни от Африка към плантациите на Южна Америка.
Над града се издига крепостта Свети Филип (Fortaleza de São Filipe), която е защитавала града от атаки на пирати. Известният пират сър Франсис Дрейк обаче превзема и разграбва града през 1585 г. Постепенно из целия остров Сантяго възникват нови селища (São Domingos, Assomada, Tarrafal, Pedra Badejo, Calheta).

На 16 януари 1832 г. корабът „Бигъл“ с Чарлз Дарвин на борда посещава острова. Дарвин изследва острова и описва неговата геология и топография:: 
| „ | Откъм морето околностите на Порто Прая изглеждат пусти. Вулканични пожари от минали векове и зноят на тропическото слънце са направили почвата на много места неподходяща за растителност. Теренът постепенно се издига в плоски издатини, по които тук-там са пръснати конусовидни хълмове с тъпи върхове, а на хоризонта се простира неправилна верига от по-високи планини... | “ |

Столицата на държавата Кабо Верде град Прая (Praia) се намира на 13 km източно от Сидаде Веля.
На 23 октомври 2005 г. в Прая е открито второто международно летище в страната (след това на остров Сал) с полет от Лисабон до Прая, свързващо острова с Европа.

## Населени пунктове
- Асомада
- Калета де Сан Мигел
- Канселу
- Педра Бадежу
- Пикуш
- Прая
- Прая Баиксу
- Рибейра да Барка
- Рибейра да Прата
- Руи Важ
- Сан Домингуш
- Сан Франсишку
- Сидаде Веля
- Тарафал
- Шан Бон